# Liga Española de Baloncesto 1961-1962
La Liga Española de Baloncesto 1961-1962 è stata la 6ª edizione del massimo campionato spagnolo di pallacanestro maschile. La vittoria finale è stata ad appannaggio del Real Madrid.

## Risultati

### Stagione regolare
|     | Squadra                   | G  | V  | P  | PF    | PS    | Pt. | Qualificazione |
| --- | ------------------------- | -- | -- | -- | ----- | ----- | --- | -------------- |
| 1.  | Real Madrid               | 18 | 18 | 0  | 1.436 | 871   | 36  |                |
| 2.  | Club Juventud de Badalona | 18 | 13 | 5  | 1.178 | 1.031 | 31  |                |
| 3.  | Estudiantes               | 18 | 10 | 8  | 1.148 | 979   | 28  |                |
| 4.  | Picadero JC               | 18 | 10 | 8  | 1.140 | 998   | 28  |                |
| 5.  | Español                   | 18 | 10 | 8  | 1.036 | 988   | 27  | ritirata       |
| 6.  | Águilas de Bilbao         | 18 | 9  | 9  | 928   | 1.003 | 27  |                |
| 7.  | Aism. Montcada            | 18 | 9  | 9  | 1.035 | 1.000 | 27  |                |
| 8.  | Club Agromán              | 18 | 6  | 12 | 845   | 979   | 24  |                |
| 9.  | Real Canoe                | 18 | 4  | 14 | 866   | 1.164 | 22  |                |
| 10. | Iberia Saragozza          | 18 | 1  | 17 | 762   | 1.361 | 19  | ritirata       |

| Liga Española de Baloncesto 1961-1962 |
| ------------------------------------- |
| Real Madrid 5º titolo                 |

## Formazione vincitrice
| N° | Naz.                   | Ruolo | Sportivo           |  | Alt. |  |
| -- | ---------------------- | ----- | ------------------ |  | ---- |  |
| 4  | Spagna (bandiera)      | P     | Pedro Llop         |  |      |  |
| 5  | Spagna (bandiera)      | AC    | José Ramón Durand  |  | 184  |  |
| 6  | Spagna (bandiera)      | A     | Julio Descartín    |  | 190  |  |
| 7  | Spagna (bandiera)      | G     | Lolo Sainz         |  | 186  |  |
| 8  | Spagna (bandiera)      | P     | Josep Lluís        |  | 176  |  |
| 9  | Spagna (bandiera)      | A     | Antonio Palmero    |  |      |  |
| 10 | Spagna (bandiera)      | AP    | Emiliano Rodríguez |  | 191  |  |
| 11 | Spagna (bandiera)      | A     | Carlos Sevillano   |  | 183  |  |
| 12 | Stati Uniti (bandiera) | AC    | Wayne Hightower    |  | 203  |  |
| 13 | Stati Uniti (bandiera) | C     | Stan Morrison      |  |      |  |
| 14 | Spagna (bandiera)      | A     | Lorenzo Alocén     |  | 194  |  |
|    | Spagna (bandiera)      | All.  | Pedro Ferrándiz    |  |      |  |